# س. ميخائيل سميث
س. ميخائيل سميث (بالإنجليزية: C. Michael Smith)‏ هو عالم نفس أمريكي، ولد في 29 أغسطس 1950 في إنديانابوليس في الولايات المتحدة.